# Urocoptoidea
Urocoptoidea   è una superfamiglia di molluschi gasteropodi polmonati terrestri dell'ordine Stylommatophora.

## Descrizione
Il raggruppamento comprende gasteropodi con un'ampia varietà di forme della conchiglia, da discoidale a conica, da liscia a fortemente costolata, con columella solida o cava.

## Distribuzione e habitat
La superfamiglia Urocoptoidea è diffusa nella parte sud-occidentale del Nord America e nella regione Caraibica. Un grande numero di specie è endemico di Cuba.

## Tassonomia
Nella tassonomia dei Gasteropodi di Bouchet & Rocroi del 2005 le famiglie Urocoptidae e Cerionidae erano attribuite alla superfamiglia Orthalicoidea. Nel 2008, in base ai risultati di uno studio di filogenesi molecolare le due famiglie sono state segregate nella superfamiglia Urocoptoidea. Nel 2012 è stata inclusa nel raggruppamento anche la famiglia Epirobiidae.
Secondo la classificazione attualmente accettata, la superfamiglia appartiene al sottordine Helicina dell'ordine Stylommatophora e comprende le seguenti famiglie:
- Cerionidae Pilsbry, 1901
- Epirobiidae F.G. Thompson, 2012
- Eucalodiidae P. Fischer & Crosse, 1873 - in precedenza considerata sottofamiglia di Urocoptidae (Eucalodiinae)
- Holospiridae Pilsbry, 1946 - in precedenza considerata sottofamiglia di Urocoptidae (Holospirinae)
- Urocoptidae Pilsbry, 1898 (1868)